# Greigia
Greigia es un género de fanerógamas perteneciente a la familia Bromeliaceae, subfamilia Bromelioideae. Las greigias son las únicas que no mueren después de florecer como otras especies de la familia; en lugar de ello continúan con la misma roseta basal año tras año. Comprende 38 especies descritas y de estas, solo 32 aceptadas.

## Descripción
Son plantas con hábitos terrestres o raramente epifitas, a menudo caulescentes con tallos de hasta más de 1 m de altura. Hojas dispuestas en espiral, serradas. Escapo de hasta  8 cm; brácteas superiores y brácteas primarias inferiores de la inflorescencia similares. Inflorescencia lateral en la axila de las hojas, compuesta o raramente simple, capitada o subcapitada; ramas laterales fasciculadas o raramente brevemente espigadas, con (1-)2-(-3) flores. Flores bisexuales, sésiles o subsésiles; sépalos libres; pétalos connatos hasta 1/2 de su longitud; estambres con los filamentos adnatos a los pétalos, las anteras sin apéndices; ovario ínfero. Fruto una baya; semillas sin apéndices.

## Distribución
Es originario de América por donde se distribuyen desde México hasta Chile.

## Taxonomía
El género fue descrito por Eduard August von Regel y publicado en Gartenflora 14: 137. 1865. La especie tipo es: Greigia sphacelata (Ruiz & Pav.) Regel. 
Etimología
Greigia: nombre genérico otorgado en honor del Mayor General Samuel Alexjewitsch Greig, presidente de la Sociedad de Horticultura Rusa en 1865

## Especies aceptadas
A continuación se brinda un listado de las especies del género Greigia aceptadas hasta octubre de 2013, ordenadas alfabéticamente. Para cada una se indica el nombre binomial seguido del autor, abreviado según las convenciones y usos.
| - Greigia alborosea (Grisebach) Mez - Greigia aristeguietae L.B. Smith - Greigia atrobrunnea H. Luther - Greigia atrocastanea H. Luther - Greigia berteroi Skottsberg - Greigia cochabambae H. Luther - Greigia collina L.B. Smith - Greigia columbiana L.B. Smith - Greigia danielii L.B. Smith - Greigia exserta L.B. Smith - Greigia juareziana L.B. Smith - Greigia kessleri H. Luther - Greigia landbeckii (Lechler ex Philippi) Philippi - Greigia leymebambana H. Luther - Greigia macbrideana L.B. Smith - Greigia mulfordii L.B. Smith - Greigia nubigena L.B. Smith | - Greigia oaxacana L.B. Smith - Greigia ocellata L.B. Smith & Steyermark - Greigia pearcei Mez - Greigia racinae L.B. Smith - Greigia raporum H. Luther - Greigia rohwederi L.B. Smith - Greigia sanctae-martae L.B. Smith - Greigia sodiroana Mez - Greigia sphacelata (Ruiz & Pavón) Regel - Greigia stenolepis L.B. Smith - Greigia steyermarkii L.B. Smith - Greigia sylvicola Standley - Greigia tillettii L.B. Smith & R.W. Read - Greigia van-hyningii L.B. Smith - Greigia vilcabambae H. Luther - Greigia vulcanica André |